# Under the rose (ROUAGEの曲)
「under the rose」（アンダー・ザ・ローズ）は、インディーズ時代のROUAGEが1994年12月30日に名古屋クアトロにて行われたライブで配布したシングルCD。一般的なレコード店では販売されていない。

## 収録曲
1. under the rose
  - 作詞：KAZUSHI／作曲：KAIKI